# كيلي هاريل
كيلي هاريل (بالإنجليزية: Kelly Harrell)‏ هو موسيقي وكاتب أغاني أمريكي، ولد في 13 سبتمبر 1889 في مقاطعة وايذ في الولايات المتحدة، وتوفي في 9 يوليو 1942 في فرجينيا في الولايات المتحدة.

## وصلات خارجية
- كيلي هاريل على موقع ميوزك برينز (الإنجليزية)
- كيلي هاريل على موقع أول ميوزيك (الإنجليزية)
- كيلي هاريل على موقع ديسكوغز (الإنجليزية)